# A-483
Autovía de la red básica de carreteras de Andalucía que parte de la A-49 (Autovía del Quinto Centenario, que comunica Sevilla con Huelva y Portugal), a la altura de Bollullos Par del Condado (Huelva) y continúa hacia el sur durante 14 km hasta circunvalar la localidad de Almonte por el oeste.
La A-483 continúa hacia el sur como carretera convencional comunicando Almonte con las turísticas localidades de El Rocío y Matalascañas, esta última ya en la costa atlántica.
Existen multitud de intereses de seguridad vial en esta zona que promueven el desdoblamiento integral de la carretera, ya que el tramo de 30 km de carretera convencional promedia dos fallecidos en accidentes de tráfico al año y tiene el mayor índice de siniestralidad de toda la provincia.
Actualmente está en redacción el proyecto de ampliación a tres carriles (uno por sentido, más uno reversible dependiendo del tráfico), con opción para desdoblarse completamente en el futuro. Se estimaba que la licitación de las obras comenzara antes de final de 2021, pero por la complejidad de la redacción, debida a la proximidad del Parque nacional de Doñana y las estrictas medidas de conservación que rigen este espacio y su entorno, finalmente se estima que sea antes de fin de 2023.

## Tramos
| Denominación | Tramo                                         | Año servicio / Estado (2025)                      | km   |
| ------------ | --------------------------------------------- | ------------------------------------------------- | ---- |
| A-483        | A-49 - Variante de Bollullos Par del Condado  | 2000                                              | 5,5  |
| A-483        | Bollullos Par del Condado-Variante de Almonte | 1997                                              | 9,8  |
|              | Almonte-El Rocío                              | Pendiente de estudio informativo                  | 13,5 |
| A-483        | Variante de El Rocío                          | 2012                                              | 4,3  |
|              | El Rocío-Matalascañas                         | Convertirá como carretera 2+1 (carril reversible) | 15,6 |

## Recorrido
| Velocidad | Esquema | Salida | Sentido Matalascañas (ascendente)           | Sentido Bollullos (descendente)                                         | Carretera       | Notas              |
| --------- | ------- | ------ | ------------------------------------------- | ----------------------------------------------------------------------- | --------------- | ------------------ |
|           |         |        | Almonte - El Rocío Matalascañas             | Continúa hacia Huelva por A-49 E-01                                     | A-49 E-01       |                    |
|           |         | 0      |                                             | Sevilla Bollullos Par del Condado La Palma del Condado                  | A-49 E-01 A-493 |                    |
|           |         | 1      | Bollullos Par del Condado                   | Bollullos Par del Condado                                               |                 |                    |
|           |         | 3      | Bollullos Par del Condado                   | Bollullos Par del Condado                                               |                 |                    |
|           |         | 11     | Almonte (centro urbano) Rociana del Condado | Almonte (centro urbano) Rociana del Condado                             | A-484           |                    |
|           |         | 13     | Almonte (centro urbano) Hinojos - Sevilla   |                                                                         | A-474           |                    |
|           |         | 14     |                                             | Almonte (centro urbano) Hinojos - Sevilla                               | A-474           |                    |
|           |         |        | El Rocío Matalascañas                       | Almonte Bollullos Par del Condado A-49 E-01 Huelva - Sevilla            |                 |                    |
| Velocidad | Esquema | Salida | Derecha                                     | Izquierda                                                               | Carretera       | Notas              |
|           |         |        | Arroyo de Santa María                       |                                                                         |                 |                    |
|           |         |        | Estación de Servicio                        |                                                                         |                 |                    |
|           |         |        | Venta Alto la Piedra                        | Hogar Pastorcito del Rocío                                              |                 |                    |
|           |         |        |                                             | Circuito de motocross                                                   |                 |                    |
|           |         |        | Polígono industrial                         |                                                                         |                 | Salida de bomberos |
| Velocidad | Esquema | Salida | Sentido Matalascañas (ascendente)           | Sentido Bollullos (descendente)                                         | Carretera       | Notas              |
|           |         |        | El Rocío Matalascañas                       | Almonte Bollullos Par del Condado A-49 E-01 Huelva - Sevilla            |                 |                    |
|           |         | 25     | El Rocío                                    | El Rocío                                                                |                 |                    |
|           |         |        | Matalascañas                                | Almonte Bollullos Par del Condado A-49 E-01 Huelva - Sevilla            |                 |                    |
| Velocidad | Esquema | Salida | Derecha                                     | Izquierda                                                               | Carretera       | Notas              |
|           |         |        | Viaducto de La Rocina                       |                                                                         |                 |                    |
|           |         |        | Mazagón                                     | Matalascañas                                                            | A-494           |                    |
|           |         |        | Torre de la Higuera Playa                   | El Rocío - Almonte Bollullos Par del Condado A-49 E-01 Sevilla - Huelva |                 |                    |